# Cosey

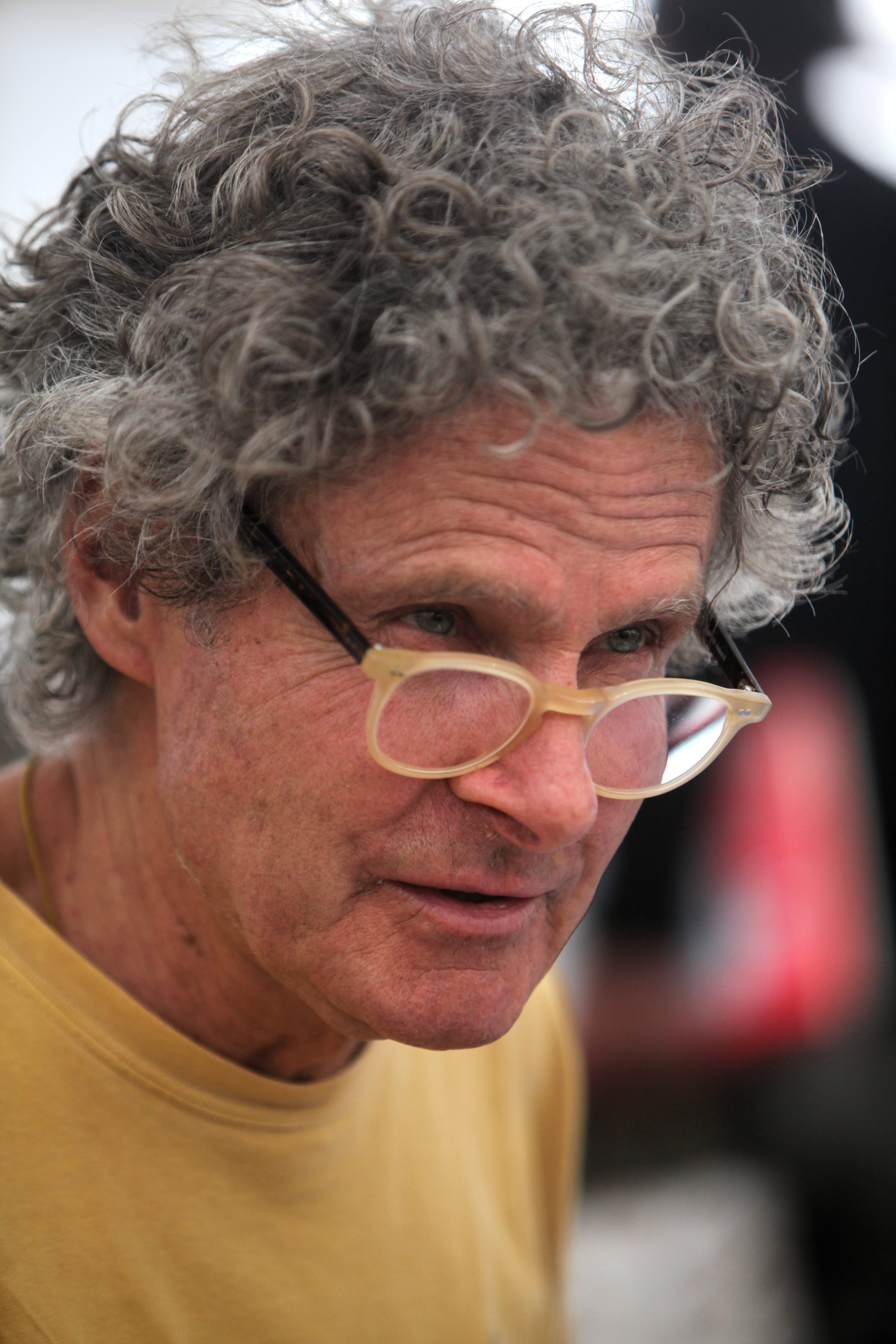
Bernard Cosandai (2021)

Cosey (geboren als Bernard Cosandey) (* 14. Juni 1950 in Lausanne, Waadt, Schweiz) ist ein Schweizer Comiczeichner.

## Leben und Werk
Nach einer von 1965 bis 1969 absolvierten Graphikerlehre war Cosey ab 1970 Assistent bei Derib und kolorierte für ihn diverse Alben. Ab 1970 veröffentlichte er mit Monfreyd et Tilbury (Szenario von André-Paul Duchâteau) seine ersten humoristischen Comics für die belgische Zeitung Le soir. Seine mehrbändige Abenteuerserie Jonathan startete er 1975. Die Comic-Figur Jonathan ist ein europäischer Aussteiger, der die Region des Himalaya, vor allem das Tibet, bereist. Sie trägt autobiographische Züge: "Ich bin der Schatten von Jonathan, seine dunklere, weniger brillante Seite." In dieser Serie verbindet er seine exzellente Zeichnungskunst mit einem literarischen Stoff. Nach einer 11 Jahre dauernden Unterbrechung publizierte Cosey 1997 und 2001 wieder Alben dieser Serie.
Seit 1985 zeichnet Cosey hauptsächlich einzelne Comic-Romane mit wechselnden Hauptfiguren. Gemeinsam ist ihnen, dass sie auf äussere und innere Reisen begeben. Die in zwei Alben herausgegebene Geschichte Auf der Suche nach Peter Pan spielt Ende der 20er Jahre in einem kleinen Dorf in den Walliser Alpen. Eine Reise nach Italien handelt von zwei Veteranen des Vietnamkrieges, die in Italien und in den USA herumreisen und von ihrer Vergangenheit eingeholt werden. Orchidea ist ein typischer Road-Comic, in welchem drei Geschwister auf der Suche nach ihrem Vater über US-amerikanische Highways fahren. In Saigon - Hanoi verzichtet Cosey in einem formal innovativen Szenario sogar auf jegliche Handlung: Wiederum ein Vietnamveteran führt am Silvesterabend vor einem laufenden Fernsehfilm über Vietnam ein Telefongespräch mit einem kleinen, ihm unbekannten Mädchen. In Joyeux Nöel, May erzählt Cosey eine Weihnachtsgeschichte über zwei unterschiedliche Frauen, die sich in den Rocky Mountains begegnen. Zeke raconte des histoires ist ein experimenteller Comic, dessen Hauptstory durch viele kleine Nebengeschichten unterbrochen wird. Im 2003 publizierten Une maison de Frank L. Wright sind vier Liebesgeschichten mit Happy Ends in einem Album vereinigt. Daneben hat Cosey unzählige weitere Geschichten, Illustrationen, Seriegraphien und diverse andere Werke geschaffen.
Er lebt in Pully, Schweiz.

## Auszeichnungen
Cosey erhielt Auszeichnungen und Preise in Frankreich, Belgien, Deutschland und in der Schweiz wie beispielsweise 1988 den Max-und-Moritz-Preis für die beste deutschsprachige Comic-Publikation (Auf der Suche nach Peter Pan) und 1993 den Preis für das beste Szenario (Saigon - Hanoi) auf dem Festival International de la Bande Dessinée d’Angoulême.

## Ausstellungen
2022/2023: Sonderausstellung mit den Werken und Originalzeichnungen des Künstlers im Cartoonmuseum Basel.

## Bibliographie
Serie Jonathan
- 1977 (Tome 1) Souviens-toi, Jonathan (dt., Auf der Suche nach Erinnerung, Jonathan, Bd. 1, 1985; ISBN 3-551-02371-9)
- 1977 (Tome 2) Et la montagne chantera pour toi (dt., Der Gesang des weissen Berges, Jonathan, Bd. 2, 1985; ISBN 3-551-02372-7)
- 1977 (Tome 3) Pieds nus sous les rhododendrons (dt., Das Geheimnis des fremden Mädchens, Jonathan, Bd. 3, 1985; ISBN 3-551-02373-5)
- 1979 (Tome 4) Le berceau de Bodhisattva (dt., Die Wiege des Bodhisattwa, Jonathan, Bd. 4, 1986; ISBN 3-551-02374-3)
- 1980 (Tome 5) L'espace bleu entre les nuages (dt., Der blaue Raum zwischen den Wolken, Jonathan, Bd. 5, 1986; ISBN 3-551-02375-1)
- 1980 (Tome 6) Douniacha, il y a longtemps (dt., Drolmas Traum, Jonathan, Bd. 6, 1987; ISBN 3-551-02374-3)
- 1981 (Tome 7) Kate (dt., Kate, Jonathan, Bd. 7, 1987; ISBN 3-551-02377-8)
- 1982 (Tome 8) Le privilège du serpent (dt., Das Privileg der Schlange, Jonathan, Bd. 8, 1988; ISBN 3-551-02378-6)
- 1983 (Tome 9) Neal et Sylvester (dt., Neal und Sylvester, Jonathan, Bd. 9, 1988; ISBN 3-551-02379-4)
- 1985 (Tome 10) Oncle Howard est de retour (dt., Onkel Howard ist zurück, Jonathan, Bd. 10; ISBN 3-551-02379-4)
- 1986 (Tome 11) Greyshore Island (dt., Greyshore Island, Jonathan, Bd. 11, 1989; ISBN 3-551-02381-6)
- 1997 (Tome 12) Celui qui mène les fleuves à la mer (dt., Der die Flüsse zum Meer geleitet, Jonathan, Bd. 12, 2002; ISBN 3-89908-019-X)
- 2001 (Tome 13) La Saveur du Songrong (dt., Der Geschmack des Songrong, Jonathan, Bd. 13, 2002; ISBN 3-89908-085-8)
- 2008 (Tome 14) Elle, ou: Dix mille Lucioles (dt., Sie, oder: Zehntausend Glühwürmchen, Jonathan, Bd. 14, 2008; ISBN 978-3-89908-286-9)
- 2011 (Tome 15) Atsuko (dt., Atsuko, Jonathan, Bd. 15, 2012; ISBN 978-3-89908-453-5)
- 2013 (Tome 16) Celle qui fut (dt., Jene, die war, Jonathan, Bd. 16, 2013; ISBN 978-3-89908-511-2)
- 2021 (Tome 17) La Piste de Yéshé (ISBN 978-2-8082-0350-0)

Einzelalben
- 1983 (Tome 1) A la recherche de Peter Pan (dt., Auf der Suche nach Peter Pan, Bd. 1, 1987; ISBN 3-551-02722-6)
- 1983 (Tome 2) A la recherche de Peter Pan (dt., Auf der Suche nach Peter Pan, Bd. 2, 1987; ISBN 3-551-02723-4)
- 1988 (Tome 1) Le voyage en Italie (dt., Eine Reise nach Italien, Bd. 1, 1989; ISBN 3-551-01729-8)
- 1988 (Tome 2) Le voyage en Italie (dt. Eine Reise nach Italien, Bd. 2, 1989; ISBN 3-551-01730-1)
- 1988 Orchidéa (dt., Orchidea, 1992; ISBN 3-551-01870-7)
- 1991 Saigon-Hanoi (dt., Saigon - Hanoi, 1993; ISBN 3-551-72476-8)
- 1994 Zélie Nord-Sud (dt., Aminata: eine Reise durch Afrika, 1994; ISBN 2-8036-1109-0)
- 1995 Joyeux Noël, May (dt., Tallulah & May, 1996; ISBN 3-551-72270-6)
- 2001 Zeke raconte des histoires
- 2003 Une maison de Frank L. Wright (dt. "Ein Haus von Frank L. Wright" 2011, ISBN 978-3-89908-454-2)
- 2005: Le Bouddha d'Azur, tome 1, ISBN 2-8001-3724-X
- 2006: Le Bouddha d'Azur, tome 2, ISBN 2-8001-3839-4 (dt. "Der Buddha des Himmels - Gesamtausgabe" 2012, ISBN 978-3-89908-379-8)
- 2016: Une mystérieuse mélodie - Ou comment Mickey rencontra Minnie (dt., Eine geheimnisvolle Melodie - Oder: Wie Micky seine Minnie traf, 2017; ISBN 978-3-7704-3963-8)
- 2017: Calypso (dt., Calypso, 2019; ISBN 978-3-89908-693-5)
- 2019: Le secret de tante Miranda (dt. Minnie Maus - Tante Mirandas Geheimnis, 2020; ISBN 978-3-7704-4095-5)